# Trevor Brewer
Pas d'image ? Cliquez ici

a Compétitions nationales et continentales officielles uniquement.

b Matchs officiels uniquement.
Trevor James Brewer, né le 16 août 1930 à Newport (pays de Galles) et mort le 15 juillet 2018 à Reading dans le Berkshire au Royaume-Uni,, est un joueur de rugby britannique évoluant au poste de centre ou d'ailier pour le pays de Galles.

## Carrière
Trevor Brewer dispute son premier test match le 21 janvier 1950 contre l'équipe d'Angleterre, et son dernier test match contre l'équipe d'Écosse le 5 février 1955, il inscrit deux essais à cette occasion. Il joue trois matchs au total. Il évolue pour les clubs de rugby de Cross Keys, Gloucester RFC, Newport RFC et les London Welsh. En 1951, il dispute le Varsity Match avec l'université d'Oxford contre Cambridge (victoire 13-0).

## Palmarès
- Grand Chelem dans le Tournoi des cinq nations 1950
- Victoire dans le Tournoi des cinq nations 1955

## Statistiques en équipe nationale
- 3 sélections
- 6 points (2 essais)
- Sélections par année : 1 en 1950, 2 en 1955
- Participation à deux Tournois des Cinq Nations en 1950 et 1955